# 岸町 (さいたま市)
岸町（きしちょう、きしまち）は、埼玉県さいたま市浦和区の町丁。現行行政地名は岸町一丁目から岸町七丁目。住居表示実施地区。郵便番号は330-0064。調神社や埼玉県立浦和第一女子高等学校が所在し、浦和駅周辺の高級住宅地の一つとして知られる。

## 地理
浦和区南部の大宮台地の南端に位置する。白幡・神明・高砂・東岸町・別所と隣接する。文教都市を謳う浦和の閑静な高級住宅地であり、31階建てのライオンズマンションコスタタワーをはじめ15階程度の中層マンションが多数建設された。

### 地価
住宅地の地価は、2022年（令和4年）1月1日の公示地価によれば、岸町4-14-17の地点で57万2000円/m2となっている。市内では浦和区高砂に次ぎ高い。

## 歴史
江戸時代は武蔵国足立郡浦和領に属する岸村であった。地名の由来はこのあたりにかつて大河（古入間川）が流れ、その岸を望む所であったことに因む。

### 沿革
- 岸村発足時は幕府領で以降変遷なし[9]。
- 幕末時点では足立郡岸村であった。明治初年の『旧高旧領取調帳』の記載によると、代官大竹左馬太郎支配所が管轄する幕府領であった。調神社の社領も存在した[12]。
- 1868年（慶応4年）6月19日 - 武蔵知県事・山田政則（忍藩士）の管轄となる。
- 1869年（明治2年） 
  - 1月13日 - 武蔵知県事・宮原忠英の管轄区域に大宮県を設置。県庁は東京府馬喰町に置かれる。
  - 9月29日 - 県庁が浦和に置かれ浦和県に改称。
- 1871年（明治4年）11月13日 - 第1次府県統合により埼玉県の管轄となる。
- 1874年（明治7年）12月28日 - 浦和宿に岸村が合併[13]。浦和宿の小字となる。
- 1879年（明治12年）3月17日 - 郡区町村編制法により成立した北足立郡に属す。浦和宿に郡役所を設置。
- 1889年（明治22年）4月1日 - 町制施行により、浦和宿は浦和町となる[13]。
- 1900年（明治33年）3月16日 - 埼玉県立高等女学校（現・埼玉県立浦和第一女子高等学校）設立。
- 1934年（昭和9年）2月11日 - 浦和町が市制施行し、浦和市となる。
- 1937年（昭和12年）10月1日 - 浦和宿の旧岸村にあたる区域から、町名変更により岸町一丁目から八丁目が成立[4]。
- 1953年（昭和38年）11月1日 - 浦和市立岸町小学校（現・さいたま市立岸町小学校）開校[14]。
- 1964年（昭和39年）4月1日 - 住居表示実施に伴い、岸町一丁目から七丁目が成立（岸町一丁目・大字白幡の一部から一丁目が、岸町二丁目・大字白幡の一部から二丁目が、岸町三丁目から三丁目が、岸町四丁目・高砂町二丁目の一部から四丁目が、岸町五丁目・大字白幡および別所の一部から五丁目が、岸町六丁目・大字別所の一部から六丁目が、岸町七丁目・高砂町二・三丁目の一部・大字別所の一部から七丁目が成立）[9]。東北本線の東側にあった岸町八丁目は、前地町一丁目の一部とともに東岸町に変更[15]され消滅。なお、二丁目の一部は住居表示未実施の区域が残される[9][4]。
- 1966年（昭和41年） - 岸町五丁目の一部を大字白幡に編入[9]。
- 2001年（平成13年）5月1日 - 浦和市・大宮市・与野市が合併し、さいたま市の町名となる。
- 2003年（平成15年）4月1日 - さいたま市が政令指定都市に移行し、さいたま市浦和区の町名となる。

## 世帯数と人口
2017年（平成29年）9月1日現在の世帯数と人口は以下の通りである。埼玉県内では越生町（約1万1千人）より人口が多い。
| 丁目       | 世帯数    | 人口     |
| ---------- | --------- | -------- |
| 岸町一丁目 | 693世帯   | 1,573人  |
| 岸町二丁目 | 641世帯   | 1,493人  |
| 岸町三丁目 | 546世帯   | 1,141人  |
| 岸町四丁目 | 1,181世帯 | 2,406人  |
| 岸町五丁目 | 619世帯   | 1,397人  |
| 岸町六丁目 | 826世帯   | 1,853人  |
| 岸町七丁目 | 1,074世帯 | 2,293人  |
| 計         | 5,580世帯 | 12,156人 |

## 小・中学校の学区
市立小・中学校に通う場合、学区（校区）は以下の通りとなる。
| 丁目       | 番地 | 小学校                 | 中学校                 |
| ---------- | ---- | ---------------------- | ---------------------- |
| 岸町一丁目 | 全域 | さいたま市立高砂小学校 | さいたま市立岸中学校   |
| 岸町二丁目 | 全域 | さいたま市立高砂小学校 | さいたま市立岸中学校   |
| 岸町三丁目 | 全域 | さいたま市立高砂小学校 | さいたま市立岸中学校   |
| 岸町四丁目 | 全域 | さいたま市立高砂小学校 | さいたま市立岸中学校   |
| 岸町五丁目 | 全域 | さいたま市立岸町小学校 | さいたま市立白幡中学校 |
| 岸町六丁目 | 全域 | さいたま市立岸町小学校 | さいたま市立白幡中学校 |
| 岸町七丁目 | 全域 | さいたま市立岸町小学校 | さいたま市立白幡中学校 |

## 交通

### 鉄道
町内の東端を東北本線（京浜東北線ほか）が通っているが、駅は存在しない。近隣の駅は浦和駅、南浦和駅、武蔵浦和駅など。

### 道路
- 埼玉県道213号曲本さいたま線（旧中山道[17][18][19]） - 「中山道」とも呼ばれる[20][21]。江戸時代の中山道の道筋を踏襲している道路で、高砂との境界付近は浦和宿である。
- 田島大牧線
- 馬場先通り[22]
- 坂下通り

## 地域

### 寺社・史跡
- 神明社（二丁目）
- 一行寺（二丁目） - 浄土宗の寺院

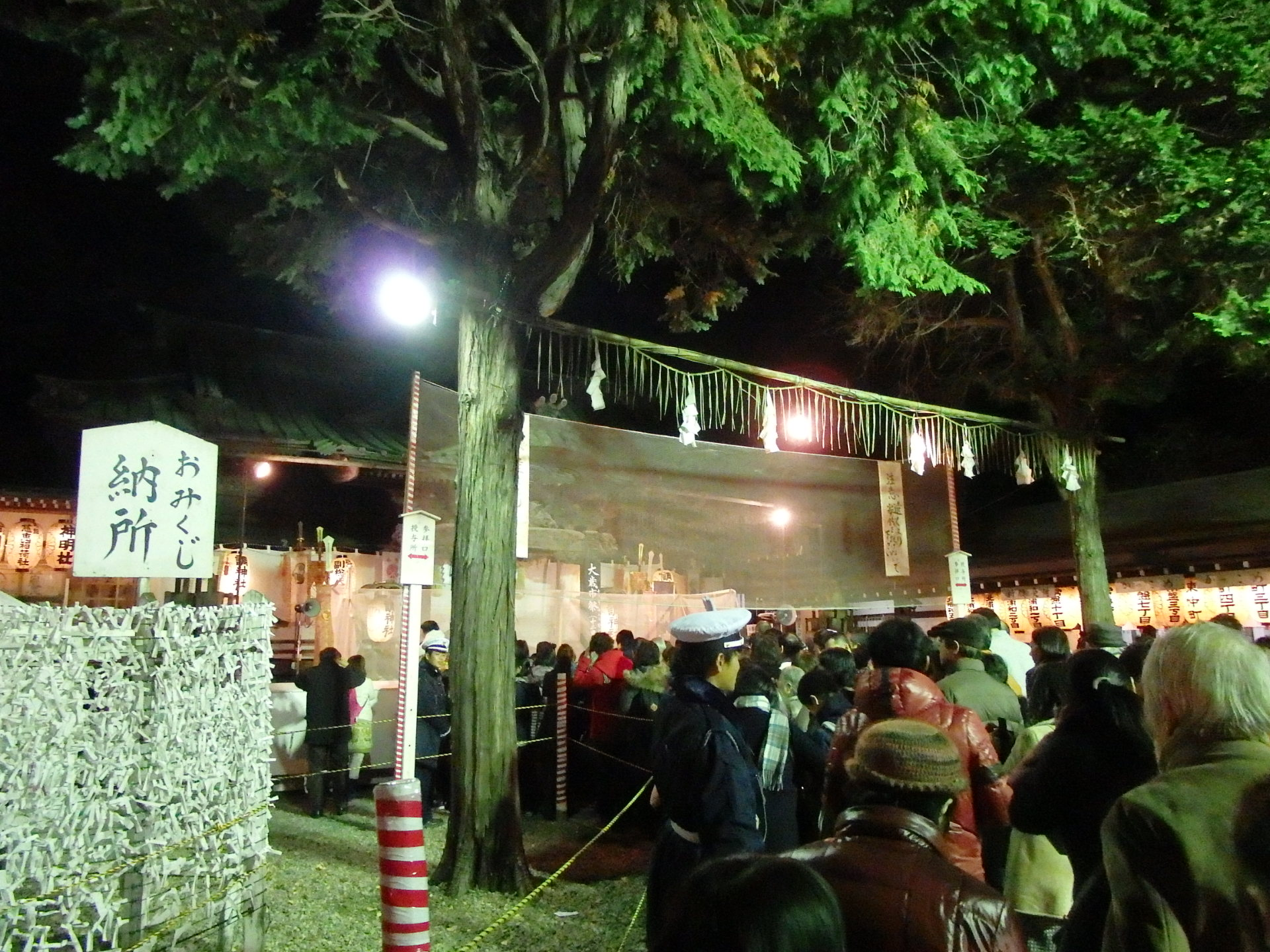
調神社境内

- 調神社、調公園（三丁目） - 神社横に神社が所有する「日蓮上人駒つなぎの木」があり、日蓮が佐渡へ島流しされる途中にここを通り、この木に馬を繋いで妊婦の安産を祈願したとされている。
- 第六天神社（四丁目）
- 起志乃天神（五丁目）
- 岸町神葬霊園（五丁目）
- 最勝寺（七丁目）

### 施設

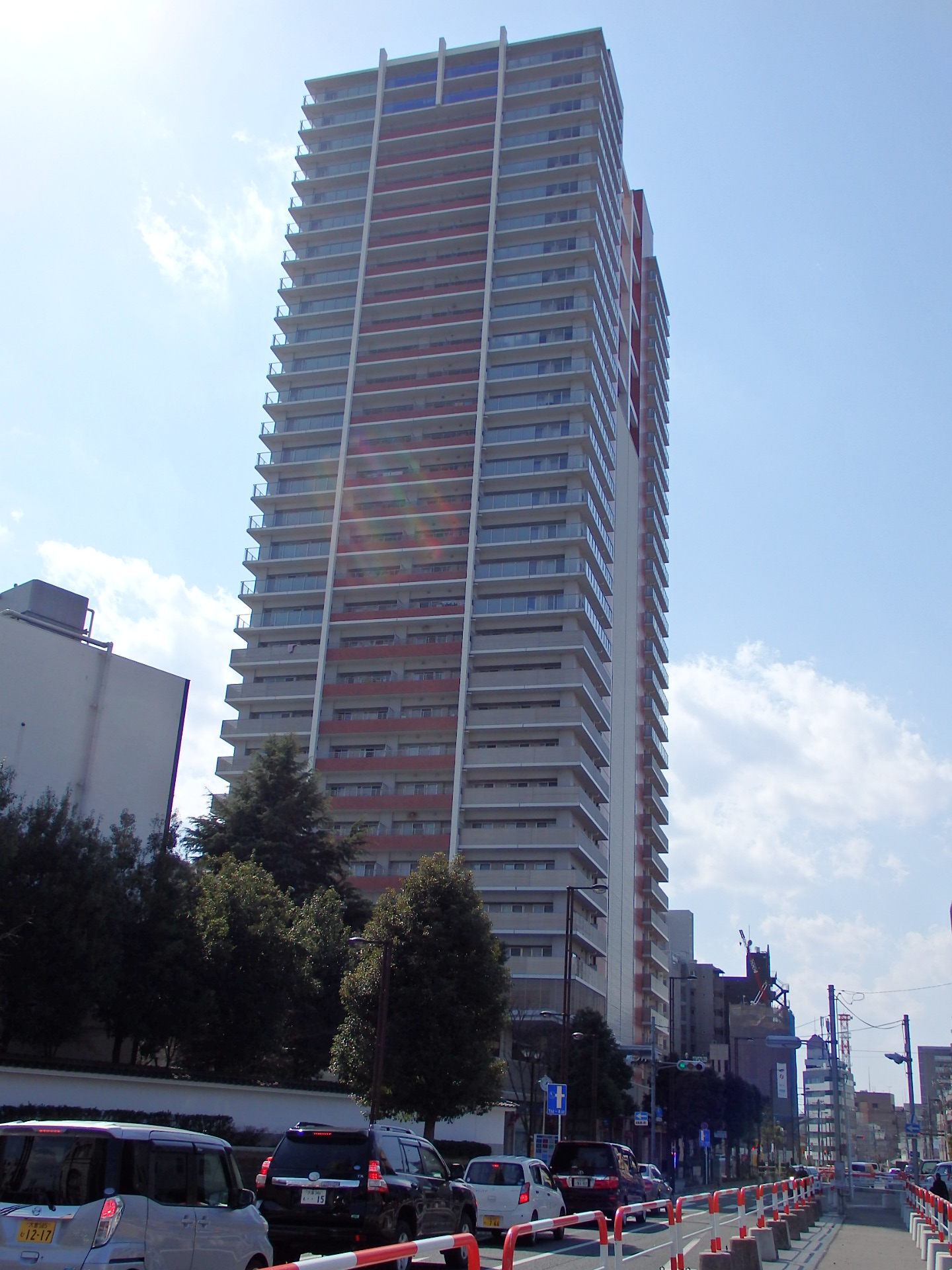
コスタタワー浦和

浦和駅に近いため、数多くの商業施設や民間施設が立地する。
一丁目
- 岸町一丁目公園

二丁目
- 神明社公園

三丁目
- 埼玉県立浦和第一女子高等学校
- 学校法人羽鳥学園双葉幼稚園
- 日本赤十字社埼玉県支部
- 浦和岸町郵便局

四丁目
- さいたま市立高砂小学校
- 商工中金さいたま支店
- 日本政策金融公庫浦和支店
- コスタ・タワー浦和
- 日本野鳥の会埼玉県支部
- 青山茶舗（国の登録有形文化財）

五丁目
- さいたま市立岸町小学校
- 岸町公民館（旧浦和岸町コミュニティーセンター）
- 岸町防犯ステーション（旧埼玉県警察浦和警察署岸町交番）
- 関東農政局さいたま庁舎（消費・安全部 地域第1課）
- 岸町公園

六丁目
- さいたま市立岸町保育園
- さいたま市立教育研究所

七丁目
- 毎日新聞社さいたま支局
- 共同通信社さいたま支局
- 日本工業新聞社さいたま支局
- 東和銀行浦和支店
- さいたま共済会館
- 自治労連埼玉県本部
- 全電通埼玉会館
- たいよう共済埼玉支店

一部区域が町外にあるさいたま市立白幡中学校、さいたま市立岸中学校の学区である。

## 読み方
「岸町」の正しい読み方は湯桶読みの「きしちょう」であるが、岸町五丁目みどり自治協力会の資源回収車（毎週月曜日朝に古紙を回収している）は「きしまち」とアナウンスしている等、住民の間では「きしまち」の読みが定着している。

## 出身・ゆかりのある人物

### 政治・経済
- 相川宗一（浦和市長、さいたま市長）
- 相川宗次郎（米穀商、浦和市長、浦和市会議長）
- 岸上克己（ジャーナリスト、労働運動家、浦和町会議員） - 岸町に居住。次男の岸上のぶをは「埼玉県歌」作詞者。
- 松永東（弁護士、自民党衆議院議員、第45代衆議院議長、さいたま市名誉市民） - 1929年12月、岸町に住居を構えた[23]。
- 松永光（弁護士、自民党衆議院議員） - 文部大臣、通産大臣、大蔵大臣などを歴任。弁護士事務所が岸町にある。松永東の養子。

### 芸能
- 五十嵐淳子（女優）
- 萩本欽一（コメディアン） - さいたま市立高砂小学校出身。
- 丸山圭子（シンガーソングライター）